# IC 1201
IC 1201 је спирална галаксија у сазвјежђу Змај која се налази на листи објеката дубоког неба у Индекс каталогу.
Деклинација објекта је + 69° 35' 38" а ректасцензија 16h 5m 41,5s. Привидна величина (магнитуда) објекта IC 1201 износи 15,0 а фотографска магнитуда 15,8. IC 1201 је још познат и под ознакама UGC 10221, MCG 12-15-51, CGCG 338-44, PGC 57104.